# Joachim Wilhelm von Ahlimb
Joachim Wilhelm von Ahlimb (* 12. Januar 1701 in Joachimsthal; † 6. Juni 1763 in Ringenwalde) war ein preußischer Oberst.

## Leben

### Herkunft
Joachim Wilhelm entstammte dem uckermärkischen Adelsgeschlecht von Ahlimb. Seine Eltern waren der Erbherr auf Ringenwalde Friedrich Wilhelm von Ahlimb und Maria Tugendreich von Barfuß. Sein Bruder Bernhard Friedrich von Ahlimb (1699–1757) war ebenfalls preußischer Oberst und Kommandeur der Garnison in Magdeburg.

### Militärkarriere
Ahlimb trat wie sein Bruder in die Preußische Armee ein um eine Offizierslaufbahn zu bestreiten. Er nahm an den Schlesischen Kriegen teil und avancierte zum Obersten und Kommandeur des Dragonerregiment Nr. 7. Diese Stellung machte er im Frühjahr 1754 aus gesundheitlichen Gründen frei und wurde vom König zum Kommandant der Burg Regenstein ernannt. Er sollte der letzte Kommandant bleiben, denn 1757 musste er die Festung bei freiem Abzug den Franzosen übergeben. Nach der Rückeroberung 1758 wurde die Anlage unbrauchbar gemacht. Ahlimb erhielt seinen Abschied und zog sich auf das Familienstammgut Ringenwalde zurück, wo er bereits in den Jahren 1740 bis 1742 gemeinsam mit seinem Bruder durch einen italienischen Architekten ein barockes Herrenhaus errichten ließ.

### Familie
Ahlimb vermählte sich 1736 mit Esther Hedwig Juliane von Blumenthal (1715–1764), einer Tochter des preußischen Staats- und Kriegsministers Adam Ludwig von Blumenthal (1691–1760). Aus der Ehe gingen sechs bzw. 18 Kinder hervor, von denen nachstehende namentlich bekannt sind.
- Leopold Friedrich Ludwig († 1757)
- Sophie Luise Juliane (1739–1764) ⚭ II. Ádám Bene de Nándor (* 1732 – † nach 1770)
- Eleonore Wilhelmine (1743–1795) ⚭ 1781 Friedrich Wilhelm Freiherr von Erdmannsdorff (1736–1800), Architekt
- Erdmann Wilhelm (1747–1785), Erbherr auf Ringwalde,[8]

⚭I Marie Friederike Dorothea von Bredow (1745–1769)
⚭II 1793 Sabine Dorothea Ulrike von Schlippenbach (1749–1797)
- Friedrich Heinrich (1748–1790)
- Gustav Andreas (1750–1830), mit ihm erlischt der Mannesstamm seiner Familie,

⚭I NN von Matthei
⚭II Karoline Sofie von Loos (1764–1842)
- Heinrich Joachim (1753–1766)